# Вайнберг, Элвин
Элвин Мартин Вайнберг (англ. Alvin Martin Weinberg; 20 апреля 1915 — 18 октября 2006) — американский физик.

## Биография
Родился в семье еврейских иммигрантов из России (ныне — Белоруссии); отец (Джейкоб Вайнберг) был портным, впоследствии управляющим трикотажной фабрикой в Чикаго, мать (Эмма Левинсон) — домохозяйкой.
Его сестра Фэй (1910—2010) была замужем за филологом Ирвингом Гоулманом (1898—1961), который, будучи много старше, оказал на будущего физика огромное влияние; их сын — психолог Дэниэл Гоулман, дочь — антрополог Дебора Гоулман Вулф (мать феминистки Наоми Вульф).
Работал в Чикагском университете в 1939—1945 гг. (в 1942—1945 гг. — в Металлургической лаборатории). С 1945 г. — в Ок-Риджской национальной лаборатории (в 1955—1973 гг. — директор), с 1974 г. — директор Института энергетического анализа.
Исследования по ядерной физике и ядерной технике, в основном теории и конструированию ядерных реакторов, ядерной технологии. Предложил водяной реактор под давлением, внёс вклад в создание реакторов-размножителей, энергетических и исследовательских реакторов.
Член Американской академии искусств и наук (1960), Национальной АН (1961) и Национальной инженерной академии США (1975), Американского философского общества (1977).
Награды
- Ten Outstanding Young Americans[англ.] (1950)
- Премия «За мирный атом» (1960, Atoms for Peace Award)
- Премия Эрнеста Лоуренса (1960)
- Премия Энрико Ферми (1980)
- Премия Харви (1982)
- Eugene P. Wigner Reactor Physicist Award[нем.] (1991)
- 28 почётных степеней